# Game'78
Tennisvereniging Game '78 is een bij de KNLTB aangesloten vereniging aan de Malpertuuslaan in Clinge in de Nederlandse provincie Zeeland. De club bestaat sinds 1978 en speelt al sinds zijn oprichting op de tennisbanen bij Sportpark Malpertuus. De vereniging beschikt over zes verlichte gravelbanen en een oefenkooi. Tevens zijn er een aantal banen om petanque te kunnen spelen. Het clubhuis bevat naast de kantine een kleedkamers voor heren en dames en een deels overdekt terras. 

## Sloebertoernooi
Jaarlijks vindt in de maand juli het Sloebertoernooi plaats bij Game '78. Dit is een week durend open KNLTB toernooi voor zowel enkel- als dubbelpartijen. Dit toernooi wordt gehouden sinds 1988 en is een jaarlijks terugkerend evenement. 